# Lista chorążych reprezentacji Indii na igrzyskach olimpijskich
Lista chorążych reprezentacji Indii na igrzyskach olimpijskich – lista zawodników i zawodniczek reprezentacji Indii, którzy podczas ceremonii otwarcia nowożytnych igrzysk olimpijskich nieśli flagę hinduską.

## Chronologiczna lista chorążych
| Lp. | Rok i miejsce        | Chorąży                    | Dyscyplina            |
| --- | -------------------- | -------------------------- | --------------------- |
| 1   | 1900, Paryż          | b.d.                       |                       |
| 2   | 1920, Antwerpia      | Purma Bannerjee            | Lekkoatletyka         |
| 3   | 1924, Charnonix      | b.d.                       |                       |
| 4   | 1924, Paryż          | b.d.                       |                       |
| 5   | 1928, Amsterdam      | b.d.                       |                       |
| 6   | 1932, Los Angeles    | Lal Shah Bokhari           | Hokej na trawie       |
| 7   | 1936, Berlin         | Dhyan Chand                | Hokej na trawie       |
| 8   | 1948, Londyn         | b.d.                       |                       |
| 9   | 1952, Helsinki       | Balbir Singh               | Hokej na trawie       |
| 10  | 1956, Melbourne      | Balbir Singh               | Hokej na trawie       |
| 11  | 1960, Rzym           | b.d.                       |                       |
| 12  | 1964, Innsbruck      | b.d.                       |                       |
| 13  | 1964, Tokio          | Gurbachan Singh Randhawa   | Lekkoatletyka         |
| 14  | 1968, Grenoble       | b.d.                       |                       |
| 15  | 1968, Meksyk         | b.d.                       |                       |
| 16  | 1972, Monachium      | D. N. Devine Jones         |                       |
| 17  | 1976, Montreal       | b.d.                       |                       |
| 18  | 1980, Moskwa         | b.d.                       |                       |
| 19  | 1984, Los Angeles    | Zafar Iqbal                | Hokej na trawie       |
| 20  | 1988, Calgary        | Kishor Rai                 | Narciarstwo alpejskie |
| 21  | 1988, Seul           | Kartar Dhillon Singh       | Zapasy                |
| 22  | 1992, Albertville    | b.d.                       |                       |
| 23  | 1992, Barcelona      | Shiny Abraham              | Lekkoatletyka         |
| 24  | 1996, Atlanta        | Pargat Singh               | Hokej na trawie       |
| 25  | 1998, Nagano         | Shiva Keshavan             | Saneczkarstwo         |
| 26  | 2000, Sydney         | Leander Paes               | Tenis                 |
| 27  | 2002, Salt Lake City | Shiva Keshavan             | Saneczkarstwo         |
| 28  | 2004, Ateny          | Anju Bobby George          | Lekkoatletyka         |
| 29  | 2006, Turyn          | Neha Ahuja                 | Narciarstwo alpejskie |
| 30  | 2008, Pekin          | Rajyavardhan Singh Rathore | Strzelectwo           |
| 31  | 2010, Vancouver      | Shiva Keshavan             | Saneczkarstwo         |
| 32  | 2012, Londyn         | Sushil Kumar               | Zapasy                |
| 33  | 2016, Rio            | Abhinav Bindra             | Strzelectwo           |
| 34  | 2018, Pjongczang     | Shiva Keshavan             | Saneczkarstwo         |
| 35  | 2020, Tokio          | Mary Kom                   | Boks                  |
| 35  | 2020, Tokio          | Manpreet Singh             | Hokej na trawie       |